# Benedikt Abelzhauser
Benedikt Abelzhauser (* 10. Mai 1635 in München als Leopold Abelzhauser; † 30. April 1717) war ein Benediktinermönch und Gelehrter. Von 1687 bis zu seinem Tod war er Abt des Klosters Seitenstetten.
Abelzhauser schloss 1654  seine Gymnasialstudien am Jesuitengymnasium München (heute Wilhelmsgymnasium München) ab.
Er wurde bald nach seinem Eintritt ins Kloster Hausprofessor der Philosophie. Später promovierte er an der Universität Salzburg im Fach Theologie und übernahm im Anschluss dort die Professur für Hermeneutik und Polemik. 1669–1670 war er Dekan der theologischen Fakultät. Er diente in Salzburg auch als Regens im erzbischöflichen Priesterseminar.
1687 verließ er Salzburg, nachdem er zum Abt von Stift Seitenstetten ernannt worden war. Er ließ durch Jakob Prandtauer die Wallfahrtskirche zur Hlst. Dreifaltigkeit und St. Michael auf dem Sonntagberg errichten.